# تپه شرق بابا قاسم
تپه شرق بابا قاسم در شهرستان نهاوند، بخش مرکزی، دهستان گاماسیاب، ۱ کیلومتری ضلع جنوب شرقی روستای بابا قاسم واقع شده و این اثر در تاریخ ۲۵ آبان ۱۳۸۷ با شمارهٔ ثبت ۲۳۶۸۴ به‌عنوان یکی از آثار ملی ایران به ثبت رسیده است.